# Cahiers vaudois
Les Cahiers Vaudois sont une revue littéraire suisse fondée en 1914 et publiée jusqu'en 1920.

## Historique
Les Cahiers Vaudois sont une revue mensuelle de littérature et d'art fondée en 1914 par Edmond Gilliard, Paul Budry auxquels se joindront plus tard plusieurs personnalités suisses romandes tels que Maurice Baud, Charles-Ferdinand Ramuz, Ernest Ansermet, René Auberjonois, Henry Bischoff, ou encore les frères Charles-Albert et Alexandre Cingria. 
La forme des Cahiers Vaudois est très souple, du simple carnet au livre entier. C'est finalement la crise du papier issue de la Première Guerre mondiale qui aura raison des Cahiers Vaudois, forcés de fermer leurs portes en 1919. Ce sont les articles de Charles-Ferdinand Ramuz qui occupent la majeure partie des cahiers, avec le quart des pages des quarante livraisons.
Quelques volumes hors-collection et des rééditions de certains numéros ont paru avec la mention « Édition des Cahiers Vaudois ».

## Source
- Doris Jakubec, « Cahiers vaudois » dans le Dictionnaire historique de la Suisse en ligne, version du 16 juin 2002.